# Kesa

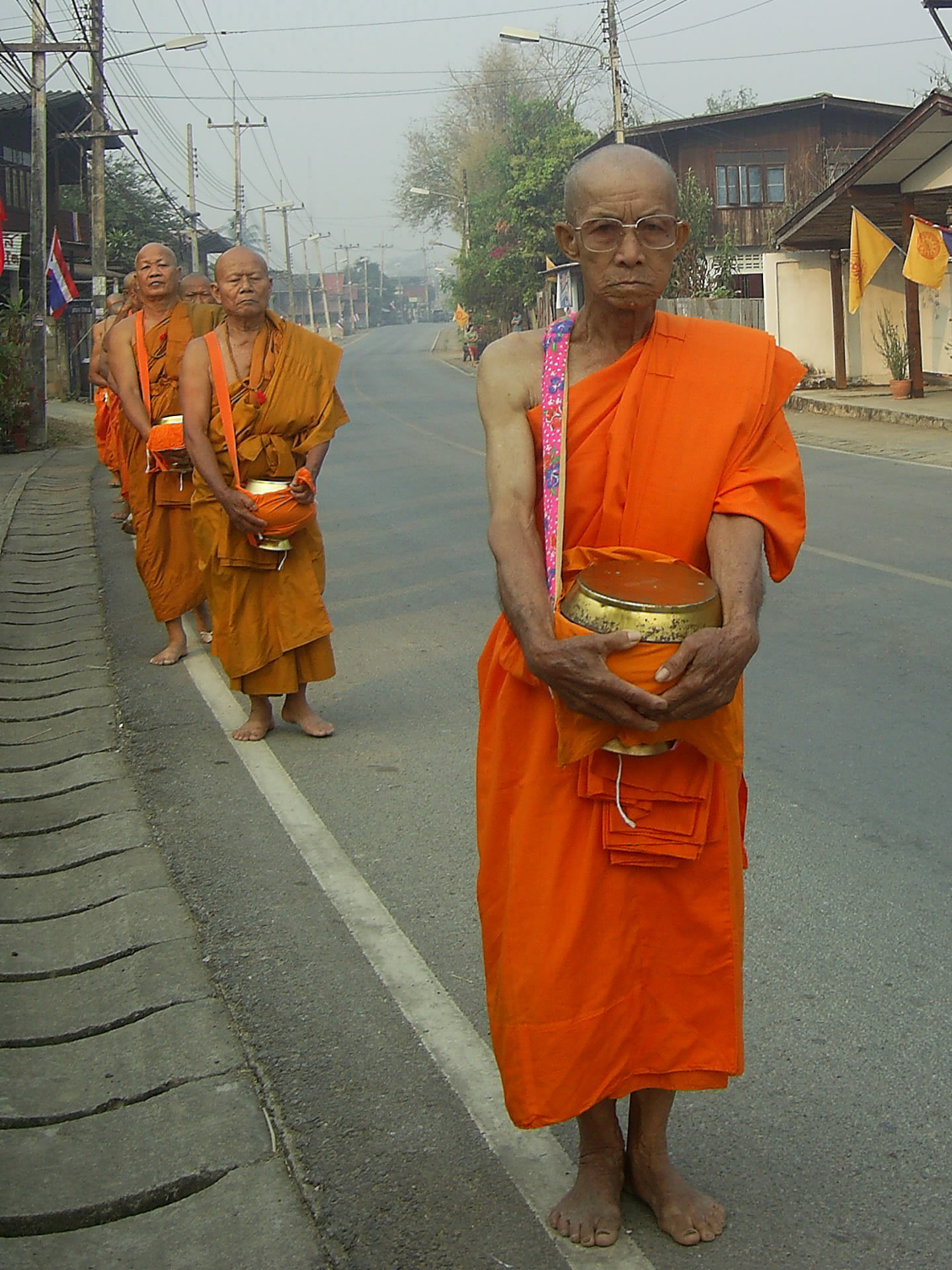
Kesa (Thailand)

Die (oder meist bezeichnet als das) Kesa bzw. Kasaya (Sanskrit) ist eine Mönchsrobe, ein Kleidungsstück und drückt die Übermittlung des Dharma von Buddha Shakyamuni aus.
Ein Kesa besteht aus Stoffstreifen, die von Hand zusammengenäht sind. Der Tradition nach haben die ersten buddhistischen Wandermönche ihre Gewänder aus weggeworfenen Stoffresten, Leichentüchern usw. gefertigt und ockerfarben eingefärbt. Durch das Verwerten von alten Kleidern, Stoffspenden, Stoffen bestimmter Anwendungen und dem Nähen und Einfärben von Hand erhält das Funzo-e (=Abfallstoff-Kesa) seine geistige Bedeutung. Besonders im Zen-Buddhismus legt man Wert auf das Fertigen eines Kesa vor der Ordination zum Mönch oder zur Nonne.
Infolge der Ausweitung des Buddhismus außerhalb Indiens nahm das Kleidungsstück aus praktischen oder symbolischen Gründen verschiedene Formen und Farben an, auch mehrere Farben wurden mitunter verwendet, meist aber eine Safran- oder Ockerfarbe von hin zu rötlichem oder bräunlichem Gelb.
Aber auch schwarze, blaue und graue Roben kommen vor und drücken so die Zugehörigkeit zu den verschiedenen buddhistischen Orden aus. Im Soto-Zen drückt die Farbe des Kesa auch die Tiefe der Praxis aus. So ist das erste Kesa meist schwarz, das große Kesa braun und das Meister-Kesa ockerfarben. Obwohl es auch viele mehrfarbige und verzierte Kesa gibt, ist das Gewand aus alten Stoffresten das höchste Kesa. „Funzo-e ist das reinste und sauberste Material zur Anfertigung einer Kesa“ Dogen Zenji

## Herkunft und Aufbau
Buddhistische Kāṣāya sollen im 4. Jahrhundert vor Christus im alten Indien als Gewand für die Anhänger von Gautama Buddha entstanden sein. Ursprüngliche wurden die Kleidungsstücke aus weggeworfenem Stoff und nicht einheitlich hergestellt. Der Legende nach verwechselte der König Bimbisara so einen vermeintlichen Mönch mit einem Brahmanen und bat den Buddha ein erkennbares Gewand für seine Mönche zu schaffen. Beim Anblick eines Reisfeldes, bat dieser Ananda ein Gewand mit solchem Muster herzustellen. Durch die Anordnung der Stoffteile (Dankyaku) wird das Reisfeld symbolisiert. Die Punktstiche auf den überlappenden Stoffteilen (Yo) stellen die Fußtritte oder Pfade im Reisfeld dar. Die Art der Überlappung der einzelnen Stoffteile stellt den Lauf des Wassers im Reisfeld und so die Anordnung der Terrassen dar. So ist das mittlere obere Dankyaku über den rechts und links davon angeordneten und die oberen Felder über den unteren Feldern angeordnet.
Mönch oder Nonne besitzen traditionell 3 Kesa, die in der Vergangenheit übereinander getragen wurden. Die drei Arten von Kesa sind das Antarvāsa, das Uttarāsaṅga und das Saṃghāti. Zusammen bilden sie das „dreifache Gewand“ oder Ticīvara.

### Antarvāsa (Antaravāsaka)

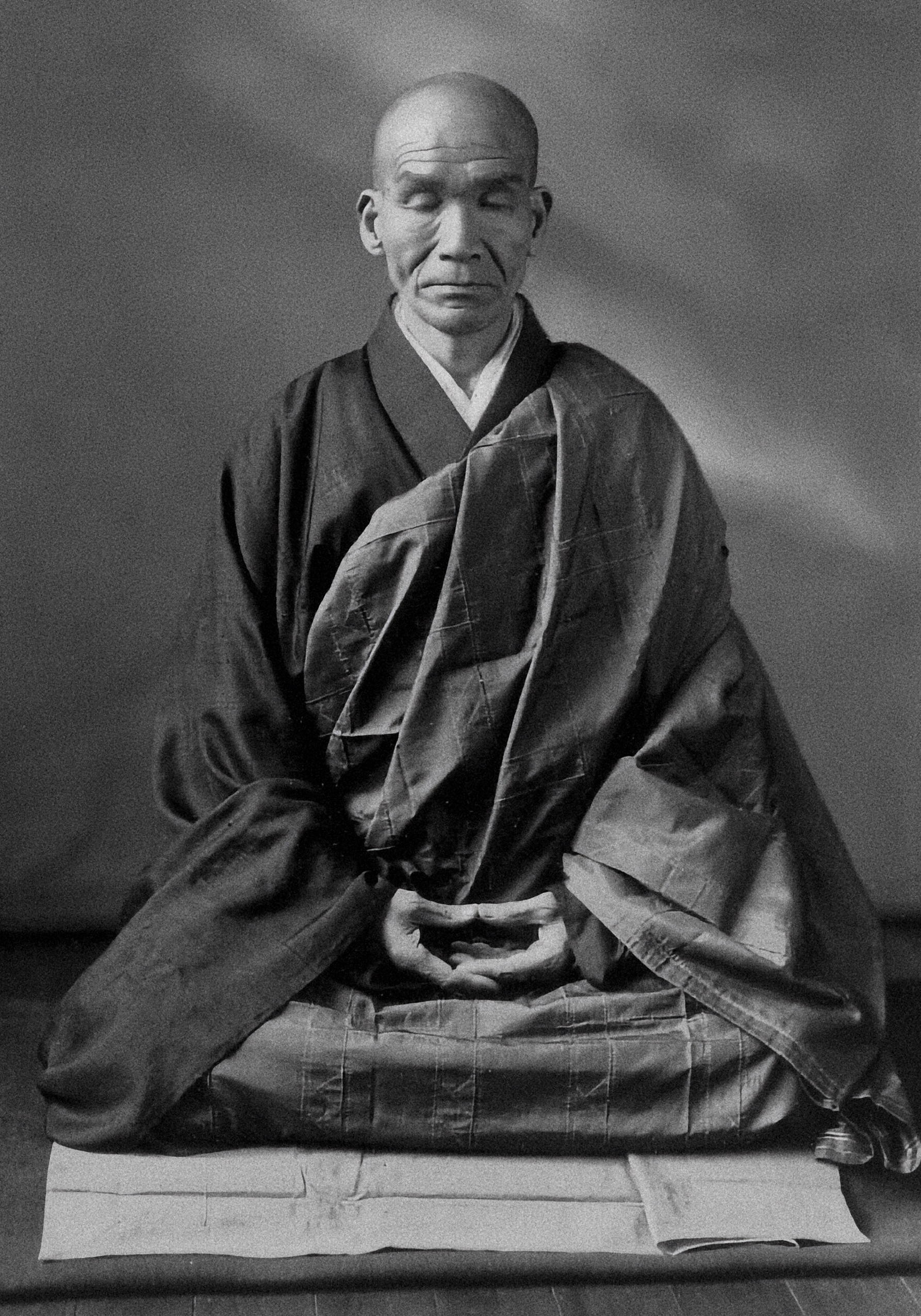
Zen-Meister Kodo Sawaki im Zazen. Er trägt das Kesa über dem Kolomo.

Das Antarvāsa ist das innere Gewand, das den Unterkörper bedeckt. Es ist somit die Unterwäsche, die unter den anderen Kleidungsschichten liegt. Es hat eine große Oberseite und bedeckt fast vollständig den Oberkörper. In Darstellungen des Buddha ragt normalerweise der untere Teil des Antarvāsa hervor und erscheint in der groben Form eines Dreiecks. Dieses Kleidungsstück erscheint dann wie ein Rock, der in nichtreligiöser Form bei der männlichen Bevölkerung in alter Zeit üblich war. Bei Bedarf konnte die Höhe des Antarvāsa so eingestellt werden, dass sie nicht so tief wie die Knöchel hing. Das Antarvāsa, auch „kleines Gewand“, entspricht dem gojo-e und besteht aus 5 Bahnen oder Stoffstreifen. Das kleine Gojo-Kesa gibt es in den verschiedenen Buddhistischen Schulen in sehr unterschiedlichen Formen. Im Soto-Zen ist es das Rakuso (von japanisch raku, verkleinern). Jede Bahn besteht aus einem großen und einem kleinen Stück Stoff. 

### Uttarāsaṅga
Das Uttarāsaṅga ist eine Robe, die den Oberkörper bedeckt. Es kommt über die Unterwäsche oder Antarvāsa. In Darstellungen des Buddha erscheint der Uttarāsaṅga selten als oberstes Kleidungsstück, da er häufig von der äußeren Robe oder Saṃghāti bedeckt ist. Das Uttarāsaṅga, auch „mittleres Gewand“ oder Shichijo-e entspricht dem 7-bahnigen Kesa und bedeckte nur die linke Schulter. Die rechte, richtige oder auch wahre Seite, zeigte der Buddha ungeschützt oder nichts-zurückhaltend seinem Gegenüber. Die Römische Toga wurde genauso über der linken Schulter getragen.
Jede Bahn des mittleren Kesa besteht aus 3 Stück Stoff, 2 große und ein kleines Dankyaku.

### Saṃghāti

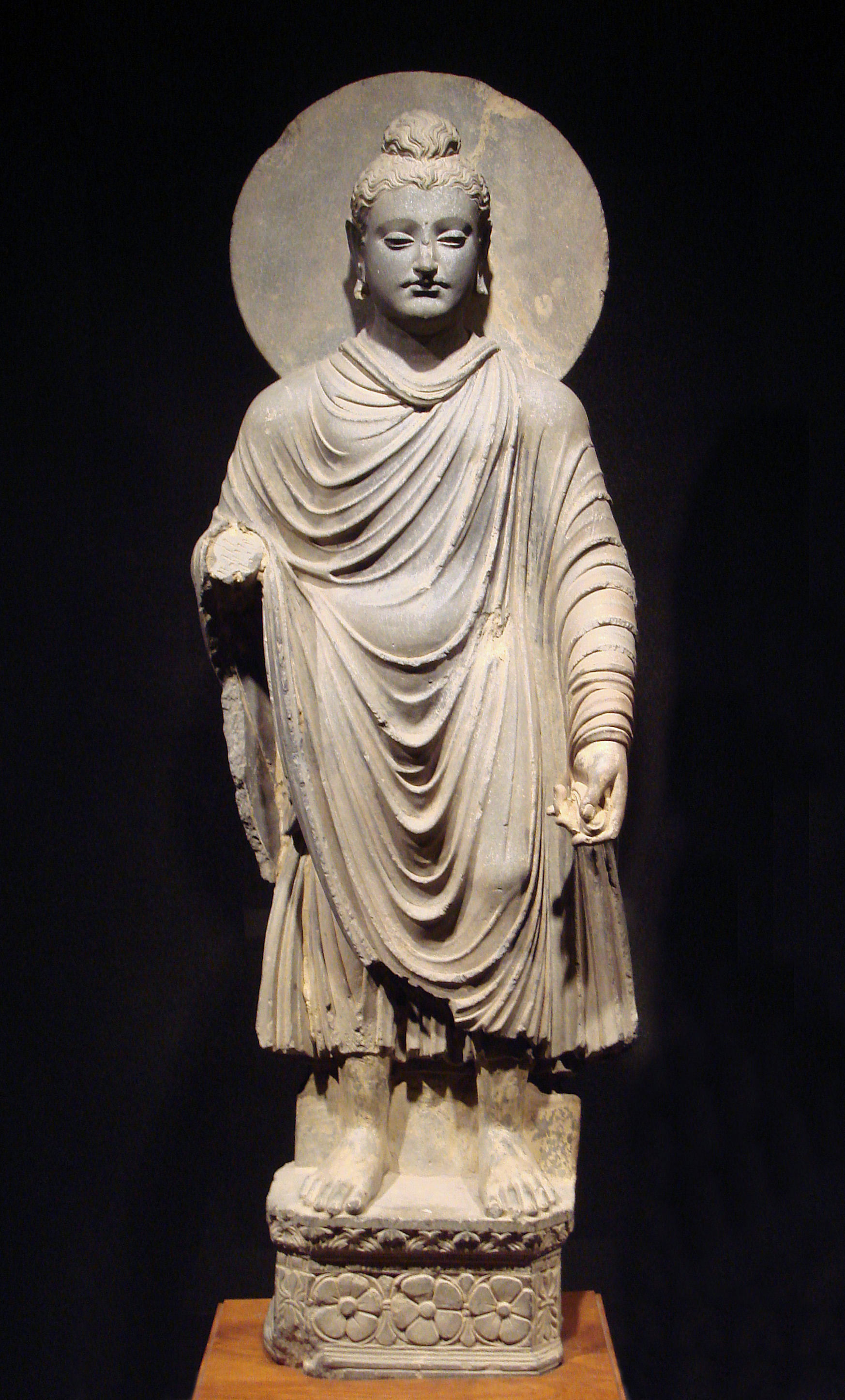
Gandhara Buddha (Samghati)

Das Saṃghāti ist ein zweischichtiges Gewand, das für verschiedene Gelegenheiten als Außenmantel getragen wird. Es kommt über das obere Gewand, den Uttarāsaṅga und die Unterwäsche, de Antarvāsa. In Darstellungen des Buddha ist das Saṃghāti normalerweise das sichtbarste Kleidungsstück, wobei die Unterwäsche oder Uttarāsaṅga unten hervorsteht. Es ist in seiner Form der griechischen Himation ziemlich ähnlich. Die Ähnlichkeit der  buddhistischen und griechischen Gewändern ist wahrscheinlich durch die enge Beziehungen beider Kulturen zueinander bedingt. So wird im Milindapanha vom Gespräch zwischen dem König Meneandros und dem Mönch Nagasena berichtet.
Das Saṃghāti, auch Dai-e oder kujo-e, wird aus 9 oder mehr Bahnen hergestellt und wurde über beide Schultern getragen. Die Bahnen bestehen aus 3, 4 oder 5 Stoffteilen. Das große Kesa wird nur zu Zeremonien und besonderen Anlässen getragen.